# 정미미
정미미(鄭美美, 1993년 1월 1일~)는 대한민국의 배우이다. 과거 걸 그룹 구구단의 멤버였다.

## 학력
- 여의도초등학교(졸업)
- 여의도중학교(졸업)
- 대영고등학교(졸업)

## 경력
그룹 구구단 활동 전인 2015년에는 KBS 금토드라마 프로듀사에서 핑키포 멤버 하늘 역으로 출연해 배우로 활동했었다.

## 출연 작품

### 웹 프로그램
- 《존예보스》(2017)

### 드라마
- 2015년 KBS2 금토드라마 《프로듀사》 - 하늘 역
- 2018년 oksusu 웹드라마 《나는 길에서 연예인을 주웠다》 - 지은 역
- 2019년 MBC 수목드라마 《어쩌다 발견한 하루》 - 박이진 역
- 2024년 채널B 웹드라마 《타임테이블》 - 정주 역

### 영화
- 2023년 《남자는 처음을 원하고 여자는 마지막을 원한다》 - 서혜지 역